# Kate et Mim-Mim
Kate et Mim-Mim est une série télévisée d'animation pour enfants issue d'une coproduction Canada et Royaume-Uni en 96 segments de 11 minutes créée par le duo Scott et Julie Stewart, produite par Nerd Corps Entertainment (une filiale de DHX Media), et diffusée d'abord aux États-Unis depuis le 19 décembre 2014 sur Disney Junior, et au Royaume-Uni, depuis le 30 octobre 2016 sur la chaîne CBeebies.
Au Canada francophone, elle est diffusée depuis le 6 juillet 2015 sur TFO.

## Synopsis
Cette série sur le thème de l'amitié présente les aventures d'une petite fille prénommée Kate et de son jouet favori, un lapin en peluche appelé Mim-Mim.

## Personnages principaux
Kate : Kate est une petite fille haute comme trois pommes, gourmande, pleine d'initiatives et de ressources dont le but principal est de s'amuser et de profiter de la vie avec joie.
Mim-Mim : Il est le jouet favori, un lapin de peluche mauve. Lorsqu'elle le fait tournoyer, il s'anime et les transporte vers Mimiloo, un monde imaginaire où ils vivent de multiples aventures farfelues.

## Personnages secondaires
- Lily — Est le deuxième personnage féminin de la série. Elle est la grande sœur de Boomer.
- Tach — ami de Mim-Mim. Mais, comme l'ours, souffre souvent des bêtises de Kajte. Il se promène souvent dans le jardin avec l'ours, et plus souvent encore ne peut s'empêcher d'y voler des carottes.
- Boomer — Jeune frère de Lily, Boomer est un jeune garçon débordant d'énergie et qui a la fâcheuse de se mettre les pieds dans les plats.
- Gobble — est un Tyrannosaurus qui vit dans le dépotoir Mimiloo, et qui est le plus notoire intimidateur de Mimiloo. Il prend souvent ses collègues copains, en particulier Kate.

## Voix
- Rachel Graton : Kate
- Hugolin Chevrette : Mim-Mim
- Marika Lhoumeau : Lily
- François Sasseville : Tach / Père
- Julie Beauchemin : Boomer / Mère
- Bruno Marcil : Gobble

 Source et légende : version québécoise (VQ) sur Doublage.qc.ca